# Fragment free
Dans un réseau commuté Ethernet, la méthode Fragment free est une méthode de transmission des trames prise en charge par les commutateurs. Cette méthode bloque la trame reçue jusqu'à ce que les 64 premiers octets aient été lus depuis la source afin de détecter une collision avant de transmettre la trame sur les autres ports.
Cela n'a un sens que s'il est possible d'avoir une collision sur le port source. Fragment free n'a donc pas d'intérêt sur un commutateur travaillant en full duplex et le procédé cut through sera plus avantageux en termes de latence.
Dans la méthode Fragment free, les trames commencent à être retransmises avant qu'une somme de contrôle n'ait pu être calculée.
Cette technique peut être vue comme un compromis entre le mode différé (store and forward), qui présente une latence élevée et une forte intégrité, et le mode direct (cut through), caractérisé par une latence minimale et une faible intégrité.